# Vilar de Figos
Vilar de Figos ist ein Ort und eine ehemalige Gemeinde (Freguesia) im nordportugiesischen Kreis Barcelos. Die Gemeinde hatte 598 Einwohner (Stand 30. Juni 2011).
Im Zuge der Gebietsreform am 29. September 2013 wurden die Gemeinden Vilar de Figos, Faria und Milhazes zur neuen Gemeinde União das Freguesias de Milhazes, Vilar de Figos e Faria zusammengefasst.